# Idaea ruminata
Idaea ruminata är en fjärilsart som beskrevs av Pierre Millière 1885. Idaea ruminata ingår i släktet Idaea och familjen mätare. Inga underarter finns listade i Catalogue of Life.